# 菁埔 (臺南市)
菁埔，是臺灣臺南市六甲區的一個傳統地域名稱，位於該區西南端。相較於今日行政區，其範圍大致為菁埔里南半部。
本地區境內主要聚落為菁埔、菁埔藔。

## 歷史
台灣日治初期，菁埔地區為一街庄，稱為「菁埔庄」（舊制街庄），隸屬於赤山堡。該庄昔日北與林鳳營庄為鄰，東與中社庄為鄰，南邊為南廍庄，西南邊為茅港尾庄，西邊為蔴荳藔庄。
1901年（日治明治三十四年）11月11日，全台廢縣廳改設二十廳，該庄隸屬於鹽水港廳。1904年（明治三十七年）4月1日，該庄編入「六甲區」，隸屬於鹽水港廳。1906年（明治三十九年）4月1日，鹽水港廳內管轄區域調整，該庄仍隸屬於「六甲區」。1909年（明治四十二年）10月25日，全台合併二十廳為十二廳，六甲區改隸屬於臺南廳。1920年（大正九年）10月1日，全台地方制度大改正，廢十二廳改設五州二廳，該庄改制為「菁埔」大字，隸屬於臺南州曾文郡六甲庄（新制街庄）。
戰後六甲庄改制為六甲鄉，隸屬於臺南縣，大字亦改制為村。1950年（民國39年）10月25日，雲、嘉、南分治，六甲鄉仍隸屬於臺南縣。2010年（民國99年）12月25日，臺南縣、市合併為直轄臺南市，六甲鄉改制為六甲區，村亦改制為里。

## 聚落
本地區發展較早的聚落為菁埔、菁埔藔、新厝，在日治期初期的官方地圖上已有記載。

## 交通
省道台1線又稱「縱貫公路」，是臺北至楓港的傳統平面幹道，經過本地區東部邊界地帶。由該道路北行可前往柳營區、新營區、後壁區、嘉義縣水上鄉等地，南行可前往官田區、善化區、新市區、永康區等地。
區道南60線是下營至林鳳營的道路，經過本地區菁埔藔、菁埔聚落。
區道南60-1線是北埔至農會倉庫的道路，全線位於本地區境內。其西北側端點（起點）位於本地區菁埔聚落的區道南60線路口，東南側端點（終點）位於本地區東部邊界地帶南側的省道台1線路口。
區道南63線是賀建至寮仔部的道路，經過本地區極西點。